# Opera żebracza
Opera żebracza (The Beggar’s Opera) – dzieło teatralno-muzyczne, w trzech aktach z prologiem, wystawione po raz pierwszy 29 stycznia 1728 roku w Londynie na scenie Lincoln's Inn Fields Theatre, do którego libretto stworzył poeta angielski John Gay, a muzykę opracował niemiecki kompozytor mieszkający w Anglii Johann Christoph Pepusch. Dało początek nowemu gatunkowi, operze balladowej (a ta niemieckiemu singspielowi). Premiera polska opery miała miejsce 29 października 1968 w Bydgoszczy.
Opera była satyrą na rządy premiera Roberta Walpole’a i próbą przeciwstawienia się wpływom muzyki włoskiej, reprezentowanej w Londynie przez opery Georga Friedricha Händla i Giovanniego Battistę Bononciniego. Opera była niezwykle popularna także jako wyraz wyspiarskiego szowinizmu i natchnienie dla autorów komunizujących XX wieku takich jak Bertolt Brecht (Opera za trzy grosze – 1928).